# District de Plessur

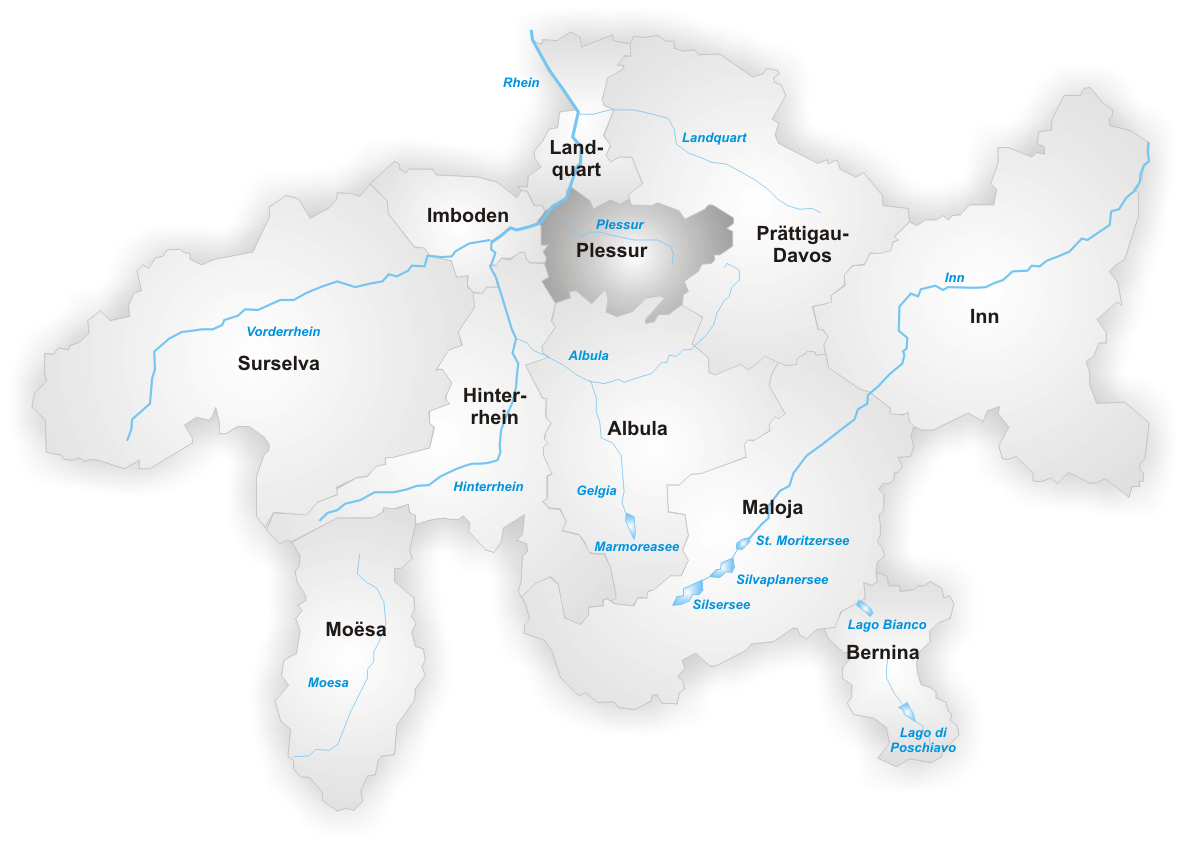
Le district de Plessur.

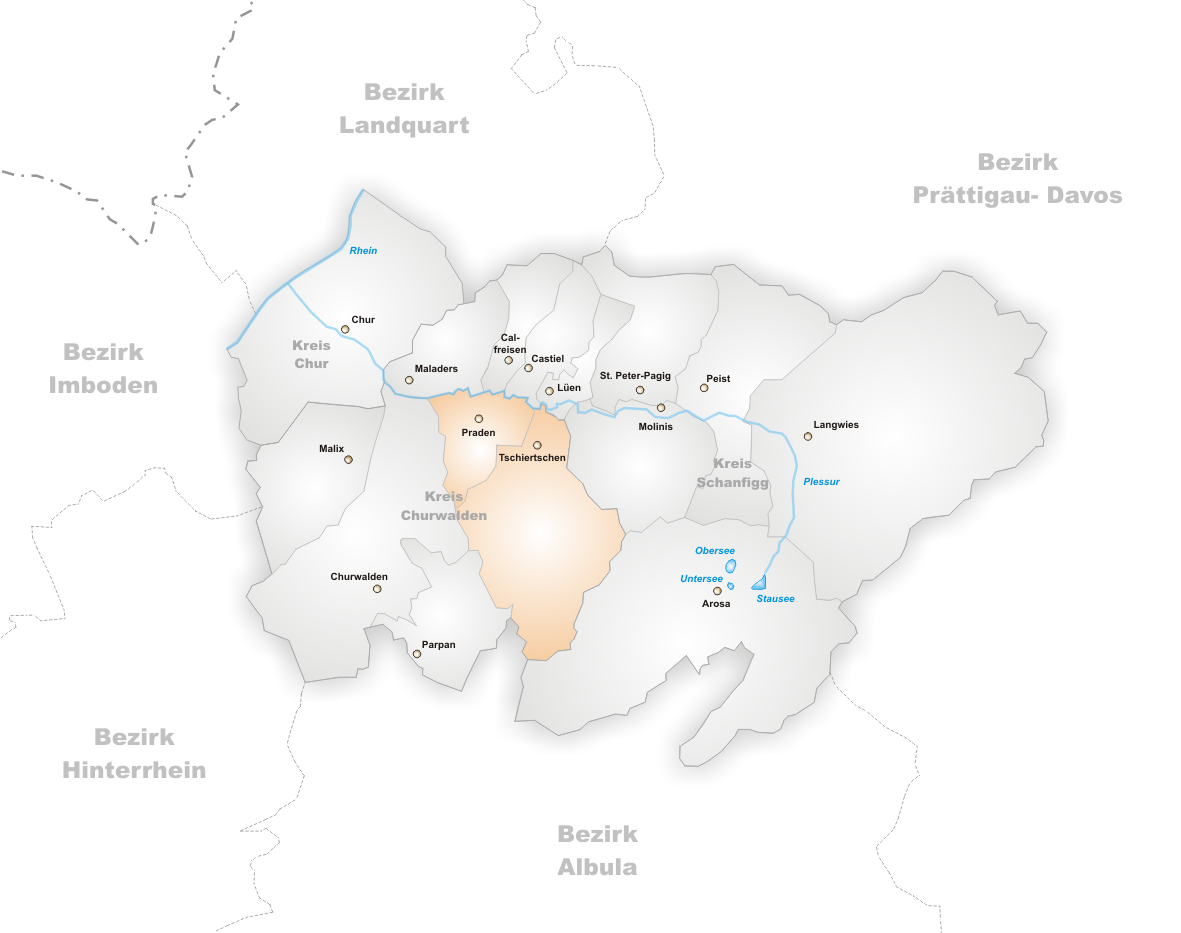
Les communes du district de Plessur.

Le district de Plessur (allemand : Bezirk Plessur, romanche : ) était un des 11 districts du canton des Grisons en Suisse.
Il comptait 5 communes réparties en trois cercles communaux.
Il est remplacé le 1er janvier 2016 par la région de Plessur, qui reprend le même périmètre plus la commune d'Haldenstein.

## Communes

### Cercle communal de Coire
- Coire (Chur)

### Cercle communal de Churwalden
- Churwalden
- Tschiertschen-Praden

### Cercle communal de Schanfigg
- Arosa
- Maladers